# جائزة الغذاء العالمية
جائزة الغذاء العالمية جائزة دولية عالمية. تعد أرفع الجوائز الدولية التي تعترف بالانجازات الخارقة الفردية والتي ساهمت في التنمية البشرية من خلال تحسين نوعية وكمية ومدى توافر المواد الغدائية في العالم، وقد أطلق عليها أيضا ًجائزة نوبل للأغدية والزراعة من قبل العديد من رؤساء الدول.
و تقدم هذه الجائزة في تشرين الأول - أكتوبر- من كل سنة في مدينة دي موين ومقدارها 250 ألف دولار تقديراً للمساهمات المشاركة في تأمين الغداء الكافي في جميع أنحاء العالم سواء كان ذلك على مستوى الغذاء، العلوم الزراعية والتكنولوجيا، التغذية، التصنيع، التسويق، الاقتصاد، التخفيف من وطأة الفقر، والقيادة السياسية.

## تاريخ
أنشئت الجائزة في عام 1986 على يد الدكتور نورمان بورلاوغ الحاصل على جائزة نوبل للسلام نظراً لإنجازاته التي اكسبته الشهرة لإنقاذه حياة الكثير من الأشخاص.
فعندما فاز نورمان بورلاوغ بجائزة نوبل للسلام عام 1970 أشاد خطاب التنويه به لكونه «زود الخبز لعالم جائع». جرى تكريم بورلاوغ لتطويره سلالات من القمح تدر محصولاً عالياً ساهم في تجنب حصول مجاعة في آسيا في الستينات من القرن العشرين.
مع ذلك، قال بورلاوغ في خطابه لدى تسلم الجائزة إن هناك العديد من الآخرين الذين يستحقون الحصول على الجائزة مثله.
وبالفعل، أوصى بورلاوغ لجنة نوبل بإنشاء جائزة إضافية، مخصصة للغذاء والزراعة. رفضت اللجنة اقتراحه بالقول إن القيود الواردة في وصية ألفريد نوبل، مخترع الديناميت ومؤسس جوائز نوبل، تمنع إضافة جائزة أخرى.
ولذلك قرر بورلاوغ إنشاء «جائزة مماثلة لجائزة نوبل تختص بالغذاء».
بعد أن حصل على دعم مالي مما كانت تعرف آنذاك بشركة جنرال فودز كوربوريشن، قام بمنح أول جائزة عالمية للغذاء في عام 1987.
واجهت الجائزة خطر الاندثار في عام 1990 عندما سحبت شركة جنرال فودز رعايتها. وجاء قطب تجاري صنع نفسه بنفسه من ولاية أيوا، وهو جون روان، لإنقاذ الجائزة فتولى المسؤولية المالية عن الجائزة، ونقل المركز الرئيسي للمؤسسة إلى «دي موين»، في ولاية أيوا.
و في سنة 1990 أنشئت مؤسسة جائزة الغذاء العالمي من قبل أحد المحسنين ورجال الأعمال.

## موعد الجائزة

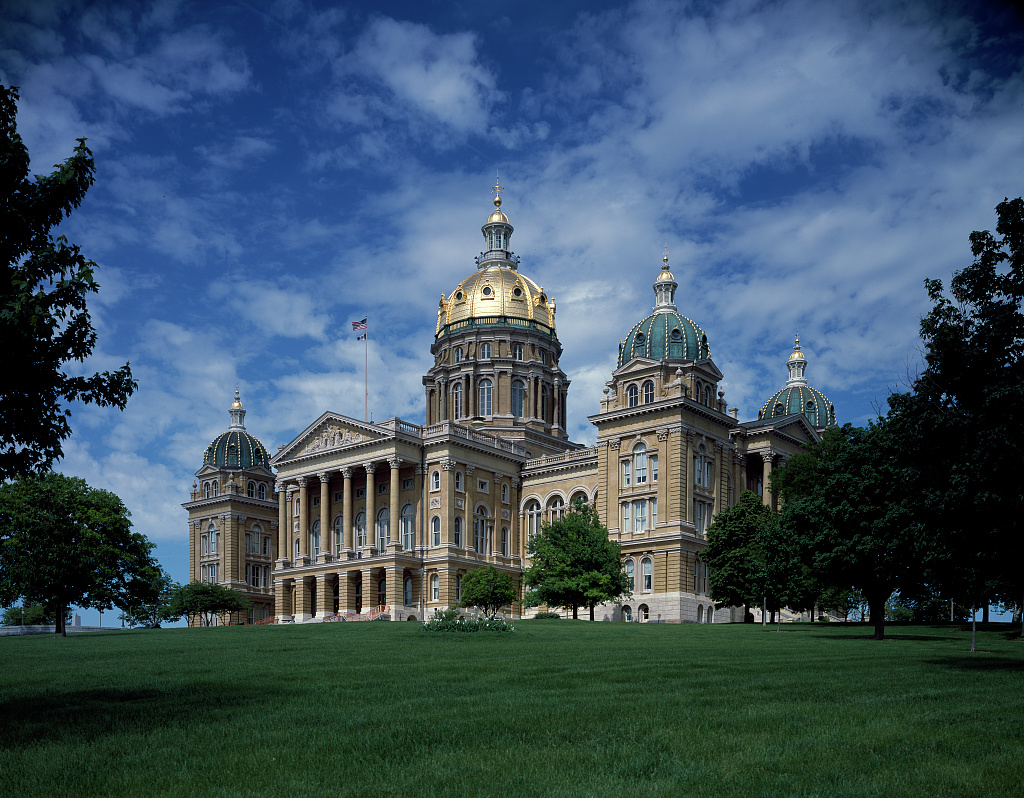
مكان تقديم الجائزة، مبنى كابيتول ولاية آيوا

تقدم الجائزة في شهر أكتوبر وتقريباً في يوم 16 من أكتوبر وهو اليوم الذي تحتفل به الأمم المتحدة وتقدم الجائزة في حفل يقام في مبنى الكابيتول بولاية آيوا. وبالإضافة إلى ذلك تعقد ندوة دولية تعرف باسم بورلوغ وهي مجال للحوار بحيث تجذب الخبراء والقادة العالميين لأكثر من 65 بلداً. وفي نفس الوقت هناك شيء يقام يعرف بمعهد الشباب العالمي لطلبة المدارس الثانوية ومو أحد برامج الجائزة العالمية للأغذية.

## فائزون
الفائزون بها قاموا بمساهمات جدّ مهمة وحيوية لضمان حصول الملايين من النساء والرجال والأطفال على ما يكفي من الطعام المغذي من مجموعة كبيرة من البلدان: كبنغلاديش، البرازيل، الصين، كوبا، الدنمارك، اثيوبيا، الهند، المكسيك، سيراليون، سويسرا، المملكة المتحدة، الولايات المتحدة.

### قائمة
| السنة | اسم الفائز                             | الجنسية         | معلومات                                                             |
| ----- | -------------------------------------- | --------------- | ------------------------------------------------------------------- |
| 2011  | جون كوفور، ولويس إيناسيو لولا دا سيلفا | غانا ، البرازيل | إصدار أعمال حكومية تحسن الحصول على غذاء أفضل                        |
| ...   | ..                                     | ..              | ..                                                                  |
| 1994  | د. محمد يونس                           | بنغلاديش        | برنامج الإقراض المصغر يسمح للملايين من الناس بالحصول على غذاء أفضل. |
| ...   | ..                                     | ..              | ..                                                                  |

## وصلات خارجية
- الموقع الإلكتروني